# Zeferino José Pinto
Zeferino José Pinto (Porto, São Nicolau, c. 1836 - Porto, São Nicolau, 13 de agosto de 1904) foi um artista e entalhador português. A sua obra mais conhecida e célebre é uma mesa que está presente no Palácio da Bolsa no Porto.

## Biografia
Há pequenos traços de Pinto em várias revistas do século XIX. Alguns vestígios descobertos até ao momento:
Em 1842 um Zeferino José Pinto ganhou um prémio universitário. (Todavia não é certo tratar-se do mesmo Pinto.)
Em 1865 ele apresentou "um florão de gesso para o teto de uma sala" na Exposição Internacional do Porto.
Em 1867 na Exposição Universal de Paris foi-lhe atribuído uma menção honrosa divido a uma "obra de entalhador".
Em 1884 foi eleito membro da comissão executiva da exposição de marcenaria e artes correlativas.
No sexto volume do dicionário "Portugal Antigo e Moderno" (1875) de Pinho Leal, encontra-se abaixo da entrada "NICOLAU (São) freguezia" uma breve passagem sobre Zeferino:
"Ha tambem n'esta mesma rua [i. e., na Rua da Ferraria de Baixo, hoje Rua do Comércio do Porto], outro artista distincto, mas em outro genero – obras de talha em madeira.
Habita a casa n.° 131 a 133 e chama-se Zeferino José Pinto, entalhador da casa real e director da obra de talha, no palacio da Bolsa commercial d'esta cidade do Porto, que tem sido e continua a ser, verdadeira e magnifica eschola de entalhadores, estucadores, carpinteiros e pedreiros. É admirado por nacionaes e estrangeiros o extremo apuro das referidas quatro artes nas decorações d'aquelle palacio, e tanto que o grande jury da ultima exposição internacional de Vienna d'Austria, não hesitou em conferir o diploma de merito aos variados especimens da talha que a associação commercial alli expoz.
Fallaremos em capitulo a parte, da casa da Bolsa, que bem o merece, accrescentando aqui apenas que o distinctissimo entalhador Zeferino, em todas as exposições do Porto e Braga, tem sido premiado; que na de Paris, em 1867, lhe foi conferida uma menção honrosa, com uma medalha de prata, e na de Vienna d'Austria, em 1873, foi-lhe dado o diploma de merito."

## A mesa no Palácio da Bolsa

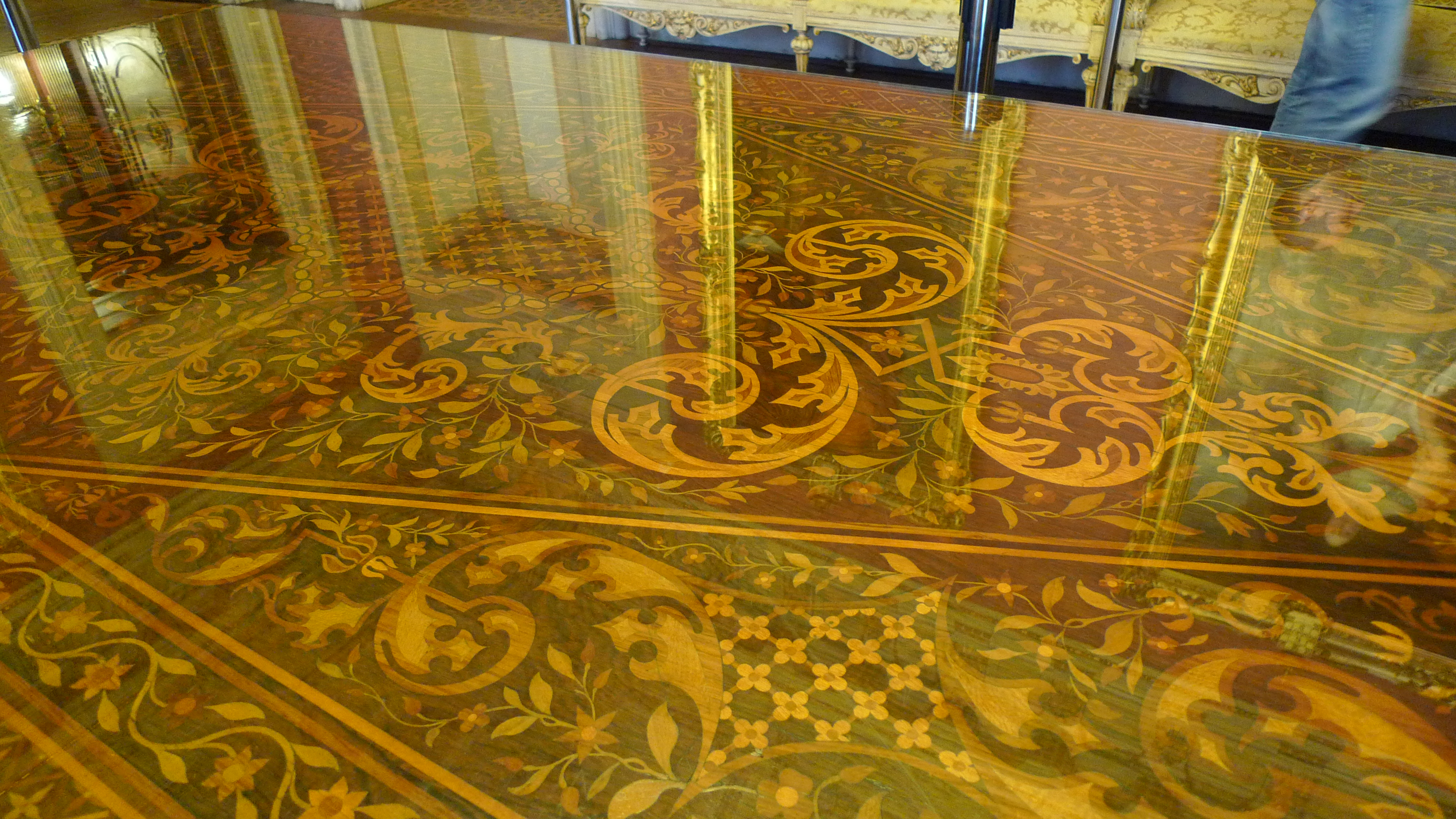
Mesa no Palácio da Bolsa

A sua obra mais conhecida encontra-se na Sala dos Retratos no Palácio da Bolsa no Porto. Esta mesa levou três anos a ser construída, revelando-se um "exemplar altamente qualificado em todas as exposições internacionais a que concorreu".

## Outras obras
- Mobiliário artístico – Sofá causeuse
- Cadeira Luís XV
- Jardineira Luís XV